# Briza poiformis
Briza poiformis är en gräsart som först beskrevs av Spreng., och fick sitt nu gällande namn av Carl Ernst Otto Kuntze. Briza poiformis ingår i släktet darrgrässläktet, och familjen gräs. Inga underarter finns listade i Catalogue of Life.